# Ramal de Pirapora (Estrada de Ferro Central do Brasil)
O Ramal de Pirapora da Estrada de Ferro Central do Brasil é uma ferrovia brasileira, em bitola métrica, que liga a cidade de Corinto (MG) a cidade de Pirapora (MG). O ramal parte da Linha do Centro em Corinto e segue em direção a Pirapora, onde termina as margens do Rio São Francisco. 
Atualmente a ferrovia é operada pela VLI Multimodal S.A. como parte da Ferrovia Centro-Atlântica S.A..

## História
O ramal de Pirapora foi construído inicialmente como parte da Linha do Centro (Estrada de Ferro Central do Brasil), partindo da estação de Corinto até Pirapora, às margens do rio São Francisco, onde chegou em 1910.
Em 10 de novembro de 1922, foi inaugurada a ponte ferroviária Marechal Hermes sobre o rio São Francisco e a estação de Independência (atual Buritizeiro), na margem oposta do rio. Para construção da ponte foram usados tecnologia construtiva em ferro e materiais importados, principalmente belgas. No total são 692 metros de comprimento, em 14 vãos, sendo dez centrais de 50 metros e os marginais de 35 metros cada um.
O projeto original da Estrada de Ferro Central do Brasil, propunha ligar a capital da República (na época, o Rio de Janeiro) à Belém (Pará), na Região norte do Brasil, cruzando o Planalto Central. Contudo, não foi possível alcançar o objetivo, já que os trilhos nunca seguiram após Buritizeiro. 
Na década de 1930, com a maior afluência de tráfego no ramal que seguia para Monte Azul (MG), o trecho Corinto-Pirapora passou a ser apenas um ramal, enquanto o trecho Corinto-Monte Azul passou a ser continuação da Linha do Centro. Ainda nos anos 1930, a estação Buritizeiro foi desativada, juntamente com a ponte sobre o São Francisco. Atualmente ainda há trilhos sobre a ponte.
Durante a construção de Brasília nas décadas de 1950 e 1960, a Novacap projetou o prolongamento a partir de Pirapora até futura capital brasileira. O projeto consistia na ligação entre Belo Horizonte e Brasília com 452 km de extensão em bitola larga (1,60m), considerando também o alargamento do trecho da ferrovia entre Belo Horizonte e Pirapora. Porém o projeto não se concretizou até os dias de hoje.
Atualmente há o interesse do Governo de Minas Gerais no prolongamento da ferrovia entre Pirapora e Unaí (MG) para o atendimento do agronegócio no Noroeste de Minas Gerais.

## Operação
Em 1996, o Ramal de Pirapora foi concedido para a empresa Ferrovia Centro-Atlântica S.A., pela RFFSA. Atualmente, o ramal transporta soja e milho do Terminal Integrador de Pirapora da VLI Multimodal S.A., que capta carga de toda a Região Noroeste de Minas Gerais com direção ao Porto de Tubarão em Vitória (ES).